# Miðfjörður
Miðfjörður è un fiordo situato nella parte orientale della regione dei Vestfirðir, i fiordi occidentali dell'Islanda.

## Descrizione
Il Miðfjörður è un fiordo che si apre nella baia di Húnaflói, nella parte orientale dei Vestfirðir. Il fiordo è largo 3,5 km e penetra per 14 km nell'entroterra. A ovest, il promontorio di Heggstaðanes lo separa dal Hrútafjörður, mentre a est la penisola Vatnsnes lo separa dall'Húnafjörður.
Nella parte centrale, la valle Miðfjarðardalur si divide in tre ramificazioni chiamate Vesturárdalur, Núpsdalur e Austurárdalur. In ognuna di queste tre valli scorre un piccolo corso d'acqua che poi va a confluire nel fiume Miðfjarðará, le cui sorgenti sono nell'altopiano di Arnarvatnsheiði a ovest del ghiacciaio Langjökull; il Miðfjarðará va poi a sfociare nel fiordo dopo un percorso di 40 km. È un fiume popolare tra i pescatori di salmone.
L'insediamento più importante è la città di Hvammstangi, un villaggio di pescatori che si trova sulla penisola di Vatnsnes, sulla sponda orientale del fiordo. Il piccolo centro urbano di Laugarbakki, posto a est del Miðfjarðará, si trova a 1 km a sud del fiordo lungo la Hringvegur, la grande strada ad anello che percorre tutta l'isola.

## Denominazione
L'Islanda ha un altro fiordo chiamato Miðfjörður. È un piccolo fiordo posto circa a metà strada tra Langanes e la piccola città di Bakkafjörður; è uno dei tre fiordi che si aprono nell'ampia baia di Bakkafloí.

## Storia
Nel Miðfjörður si trova la famosa fattoria Bjarg, il luogo di nascita di Grettir il Forte, l'eroico protagonista della Grettis saga. Altre fattorie sono Melstaður, Staðarbakki e Efri-Núpur dove ci sono delle chiesette.

## Vie di comunicazione
La Hringvegur, la grande strada statale ad anello che contorna l'intera Islanda, passa 1 km a sud del fiordo. Sulla sponda orientale si può arrivare al fiordo tramite la strada principale S72 Hvammstangavegur, la quale poi prosegue verso nord intorno alla penisola trasformandosi nella strada secondaria T711 Vatnsnesvegur. La T702 Heggstaðanesvegur, altra strada secondaria, conduce alla parte meridionale della penisola occidentale.